# مجمع منارة قطب الدين
مجمع منارة قطب الدين هو عبارة عن آثار ومباني إسلامية صوفية من سلطنة دلهي في مهراولي في دلهي، في الهند. بدأ بناء منارة قطب الدين في المجمع، والذي سمي على اسم الشخصية الدينية الصوفية الولي خواجة قطب الدين بختيار كاكي، على يد قطب الدين أيبك، الذي أصبح فيما بعد أول سلطان دلهي من سلالة مماليك الهند (غلمان وانش). وقد استمر هذا البناء في عهد خليفته إلتتمش، وأُكمل أخيرًا في عهد فيروز شاه تغلق، سلطان دلهي من سلالة تغلق (1320-1412) في عام 1368 م. يقع مسجد قبة الإسلام، الذي حُرف اسمه لاحقًا إلى قوة الإسلام، بجوار منار قطب.
أضاف العديد من الحكام اللاحقين، بما في ذلك تغلق، وعلاء الدين الخلجي وحتى البريطانيون هياكل إلى المجمع. بالإضافة إلى منارة قطب الدين ومسجد قوة الإسلام، تشمل الهياكل الأخرى في المجمع بوابة علاء دروزة، علاء منار، والعمود الحديدي. يوجد داخل المجمع مقابر إلتتمش وعلاء الدين الخلجي والإمام زمين.
حاليًّا طُورت المنطقة المجاورة التي تضم مجموعة من المعالم الأثرية القديمة، بما في ذلك قبر بالبان، على يد هيئة المسح الأثري الهندية (ASI) باعتبارها جزءًا من منتزه مهراولي الأثري، كما قام الصندوق الوطني الهندي للفنون والتراث الثقافي بترميم حوالي 40 نصبًا تذكاريًا في المنتزه. وهو أيضًا مكان إقامة مهرجان قطب الدين السنوي، الذي يُعقد في شهري تشرين الثاني وكانون الأول، حيث يؤدي الفنانون والموسيقيون والراقصون عروضهم على مدار ثلاثة أيام.

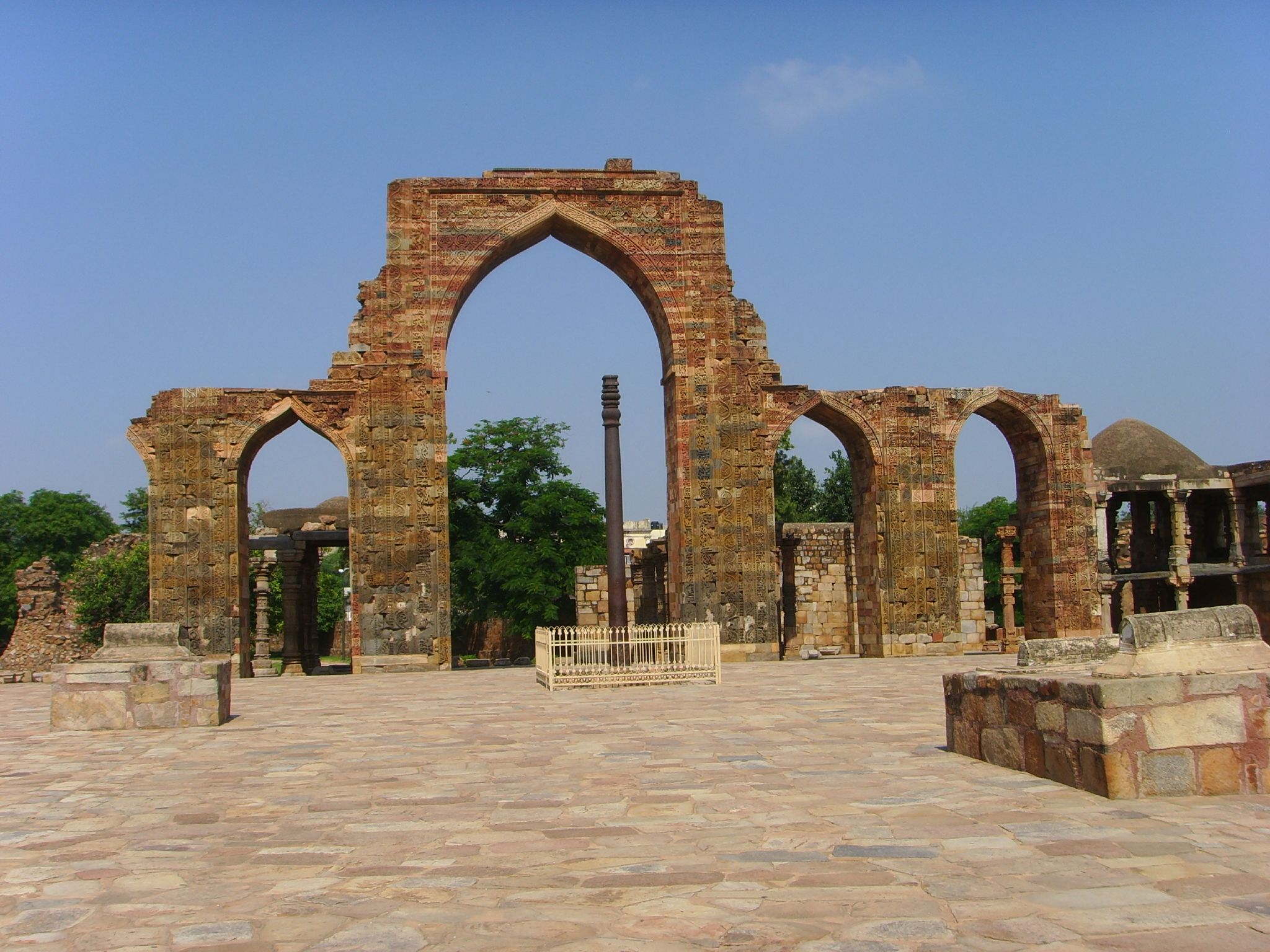
بدأ بناء مسجد قوة الإسلام في عام 1193 م على يد قطب الدين أيبك للاحتفال بانتصاره على الراجبوت

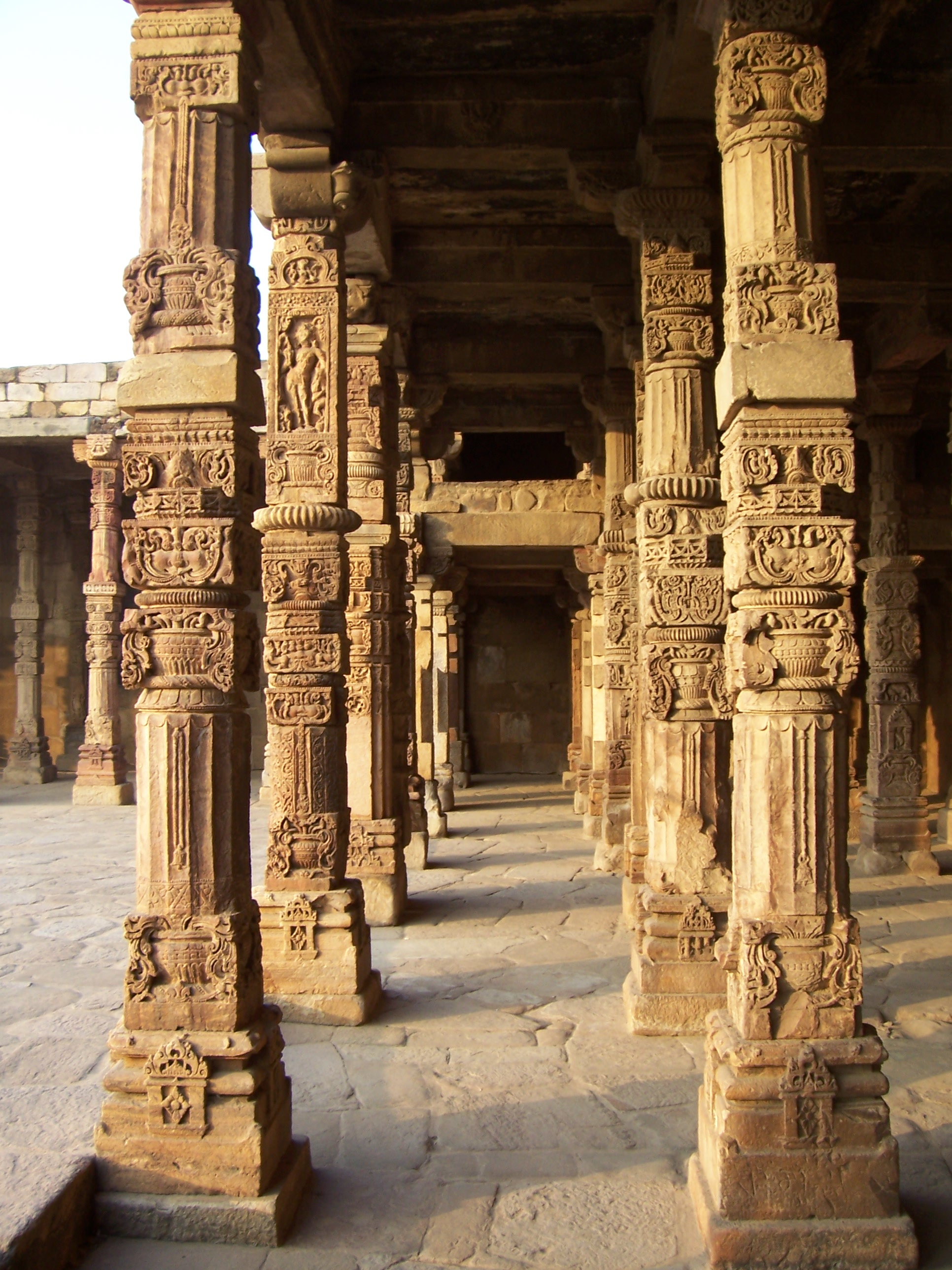
نقوش حجرية معقدة على أعمدة الرواق المُعمد في مسجد قوة الإسلام، مجمع قطب، دلهي - أعمدة هندوسية تحمل أيقونات هندوسية، ربما كان بالموقع بقايا معبد هندوسي

العمود الحديدي في مجمع قطب

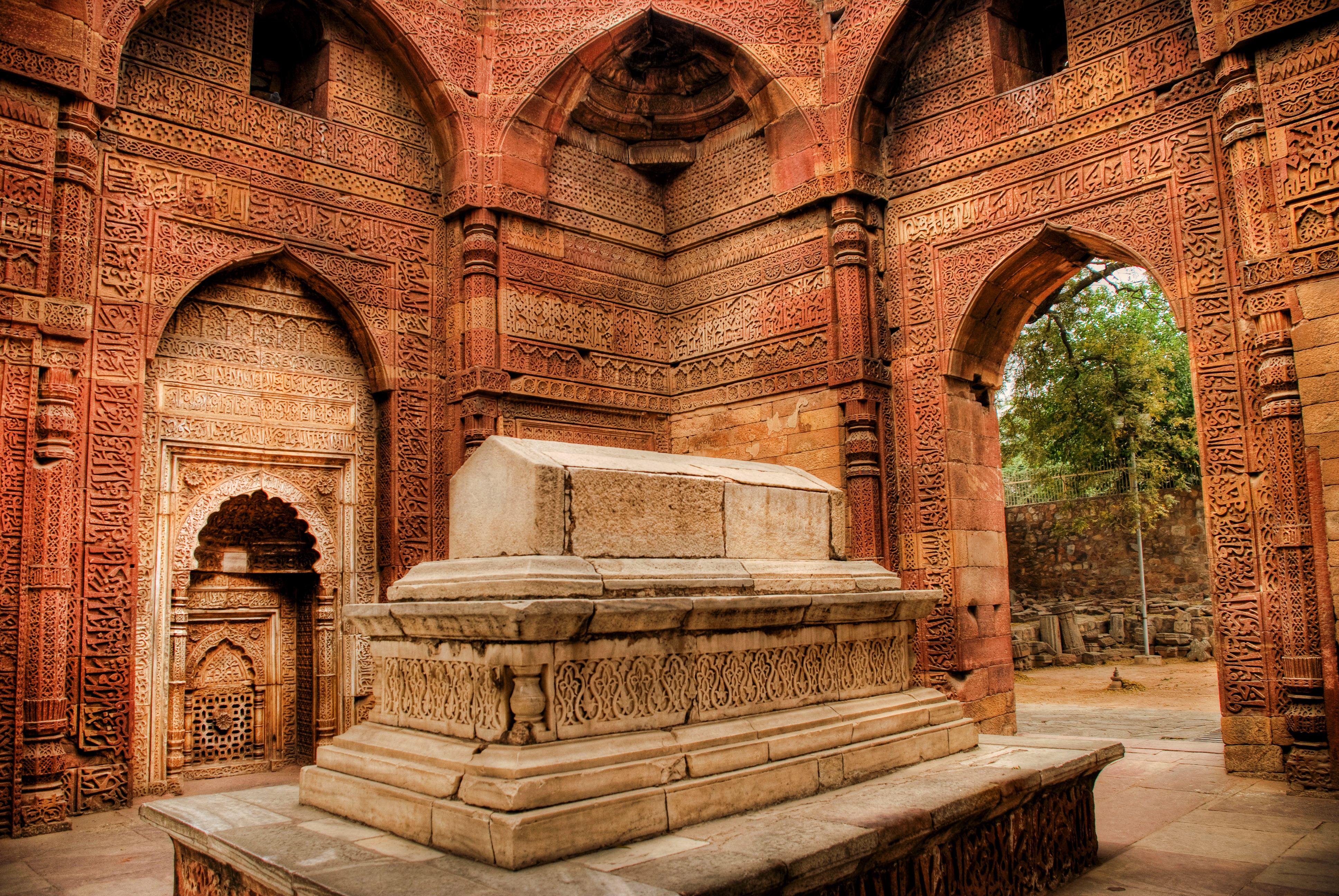
قبر إلتتمش

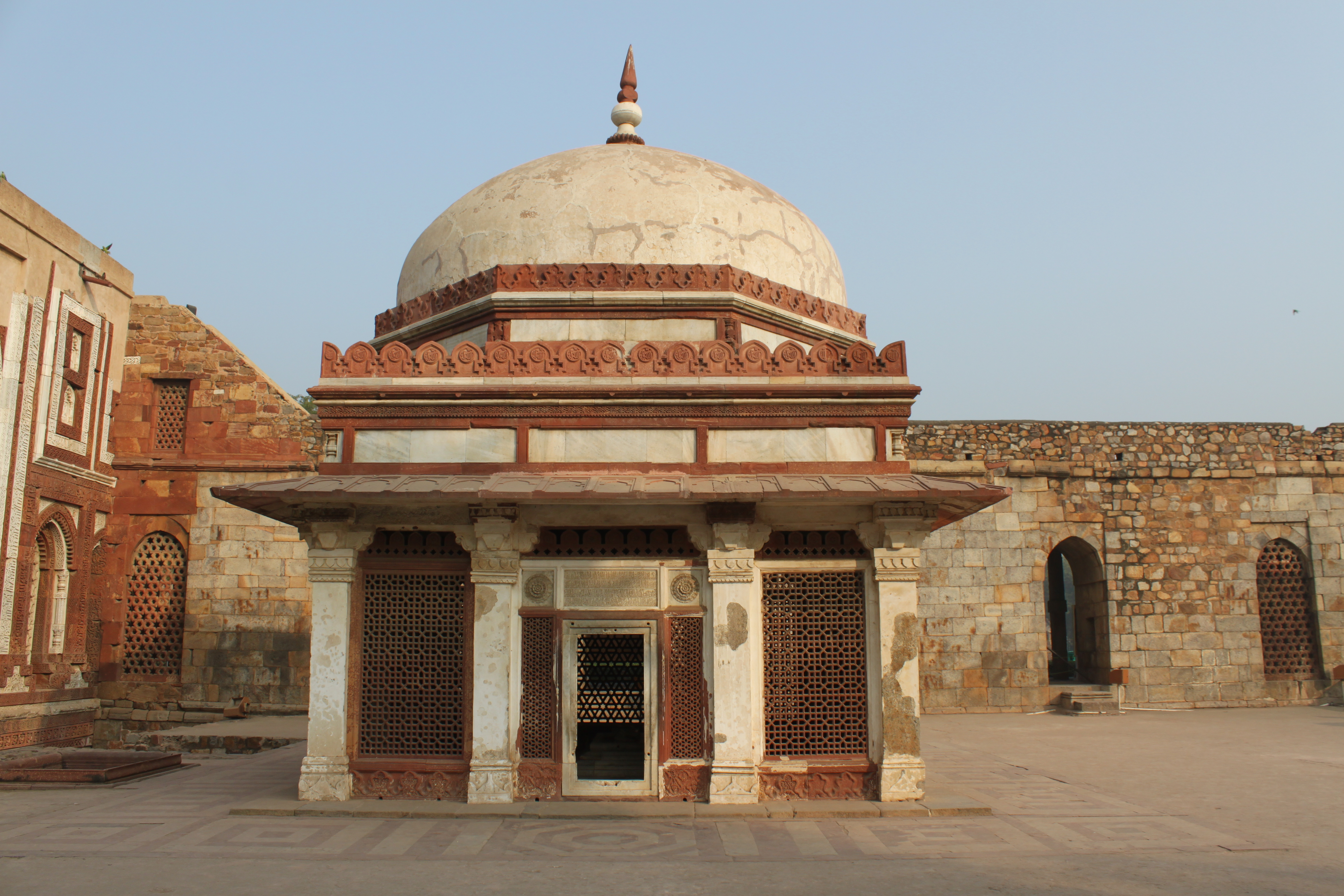
قبر الإمام زمين

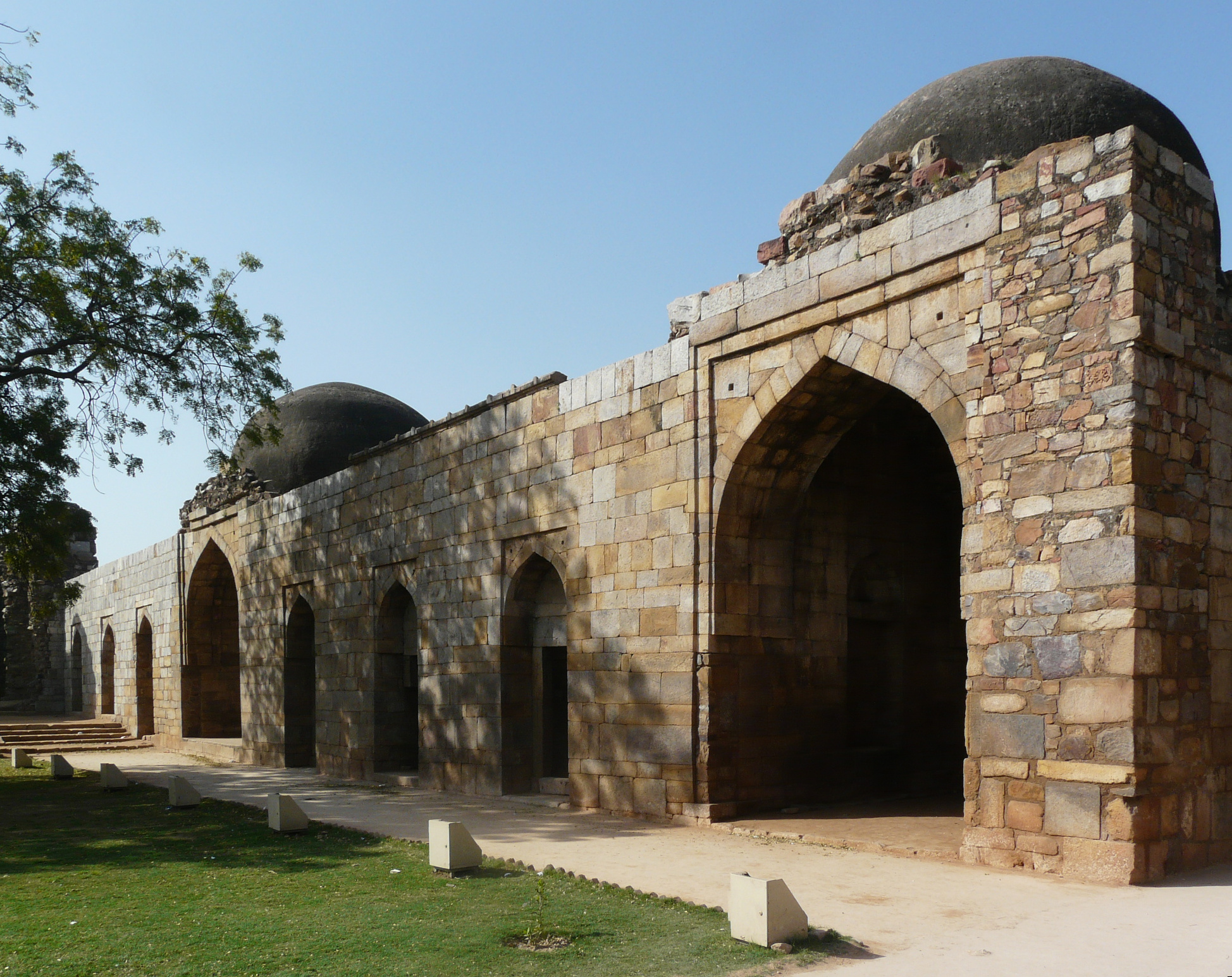
مدرسة علاء الدين الخلجي، التي يوجد بها أيضًا قبره إلى الجنوب، حوالي عام 1316 م

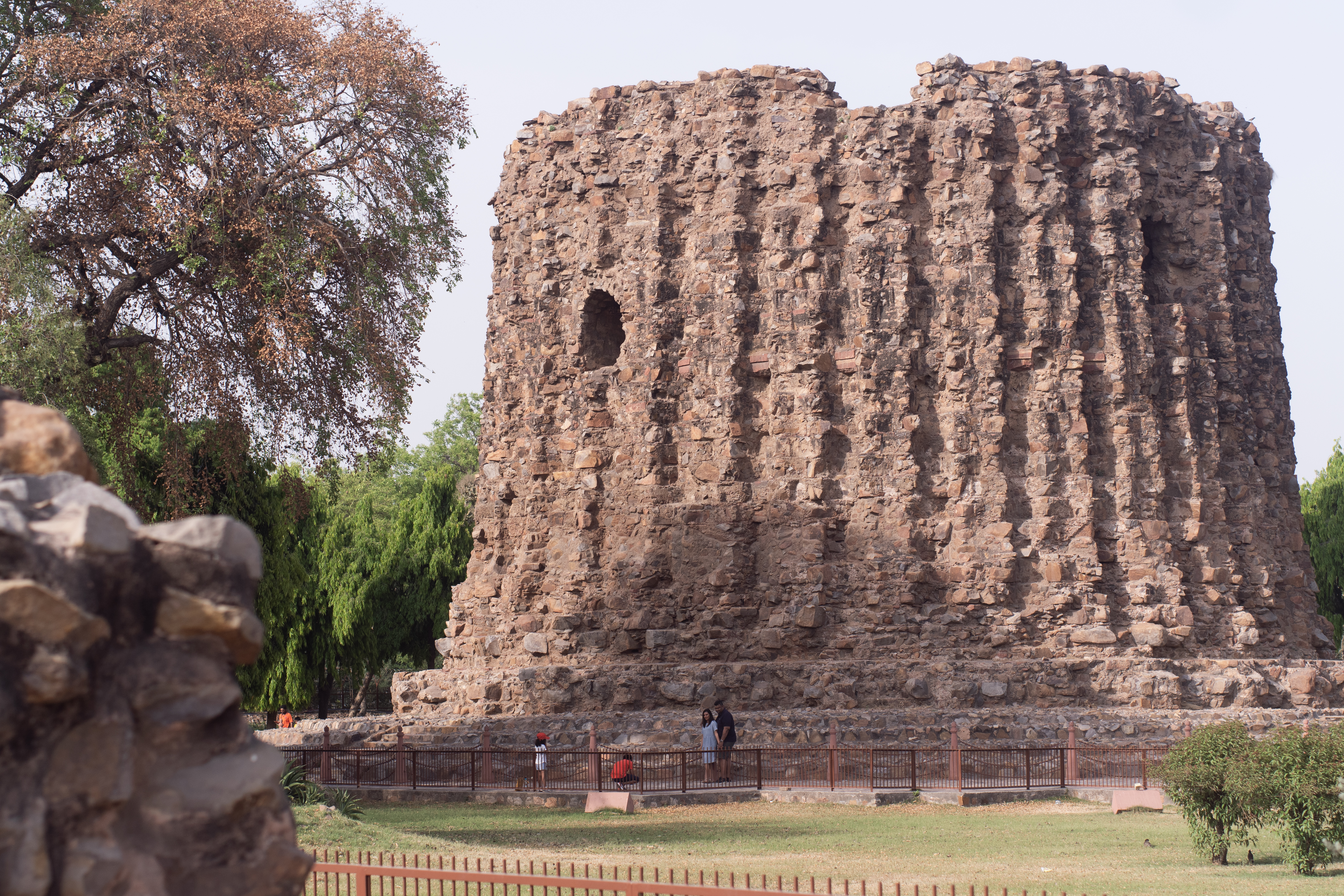
منارة علائي

## معرض الصور

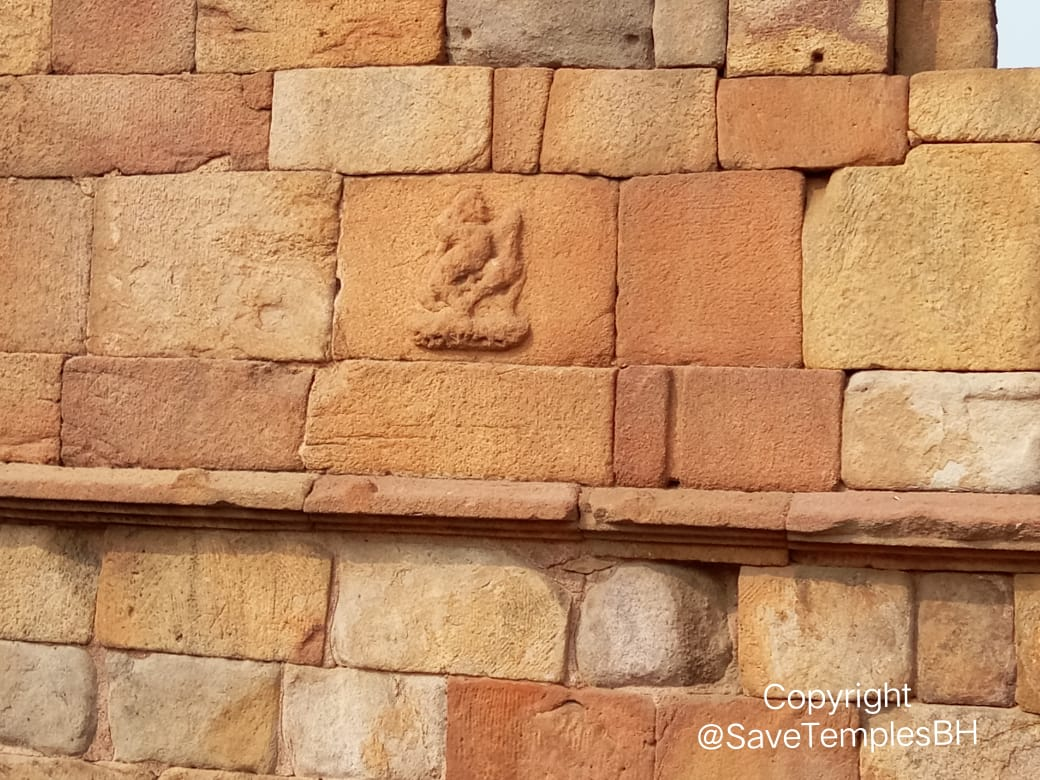
بقايا أطلال معبد هندوسي في قطب منار
خريطة مجمع قطب (انقر لرؤية الصورة بالحجم الكبير)
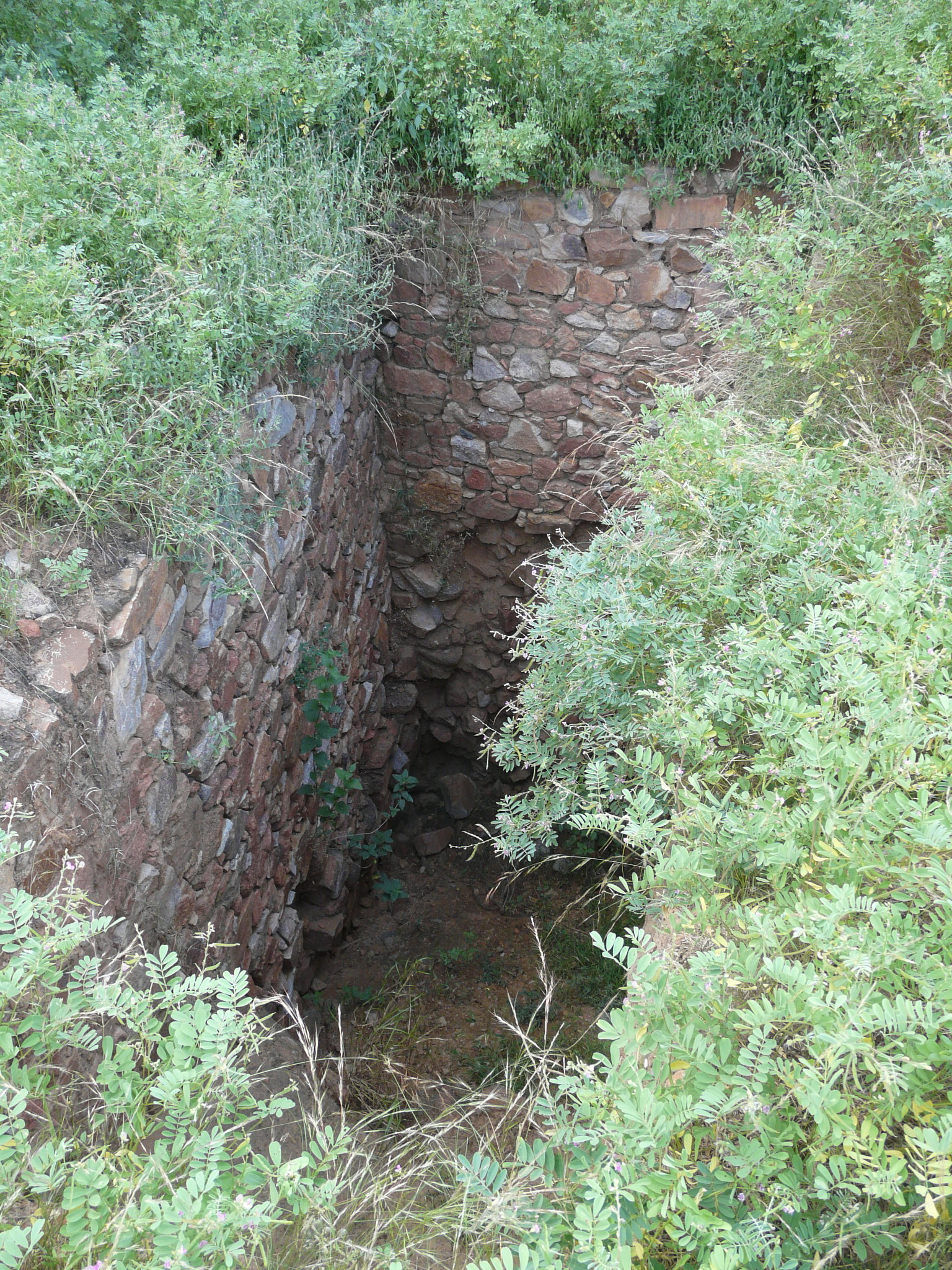
آثار بالقرب من قطب منار
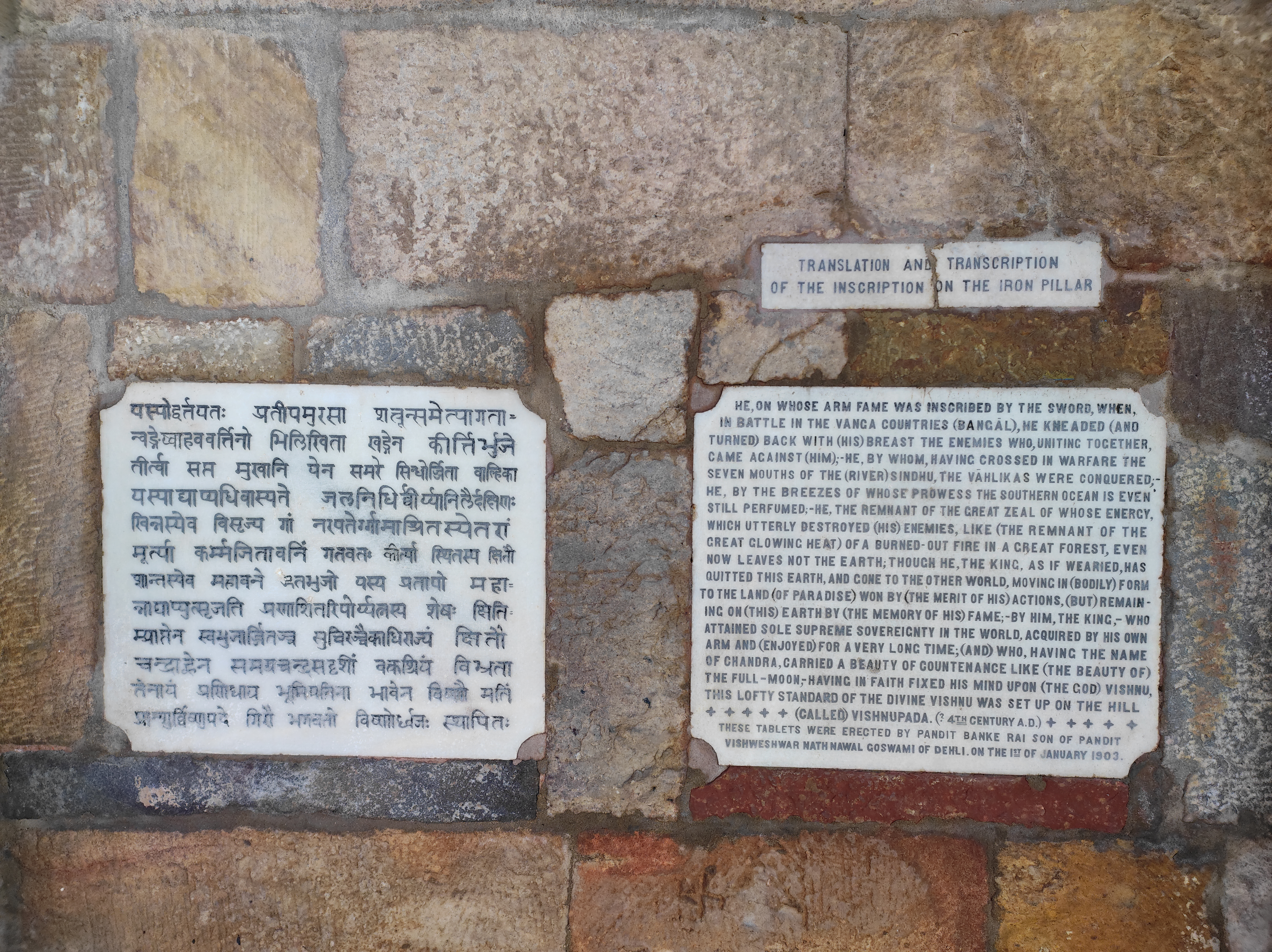
ترجمة نقش العمود الحديدي
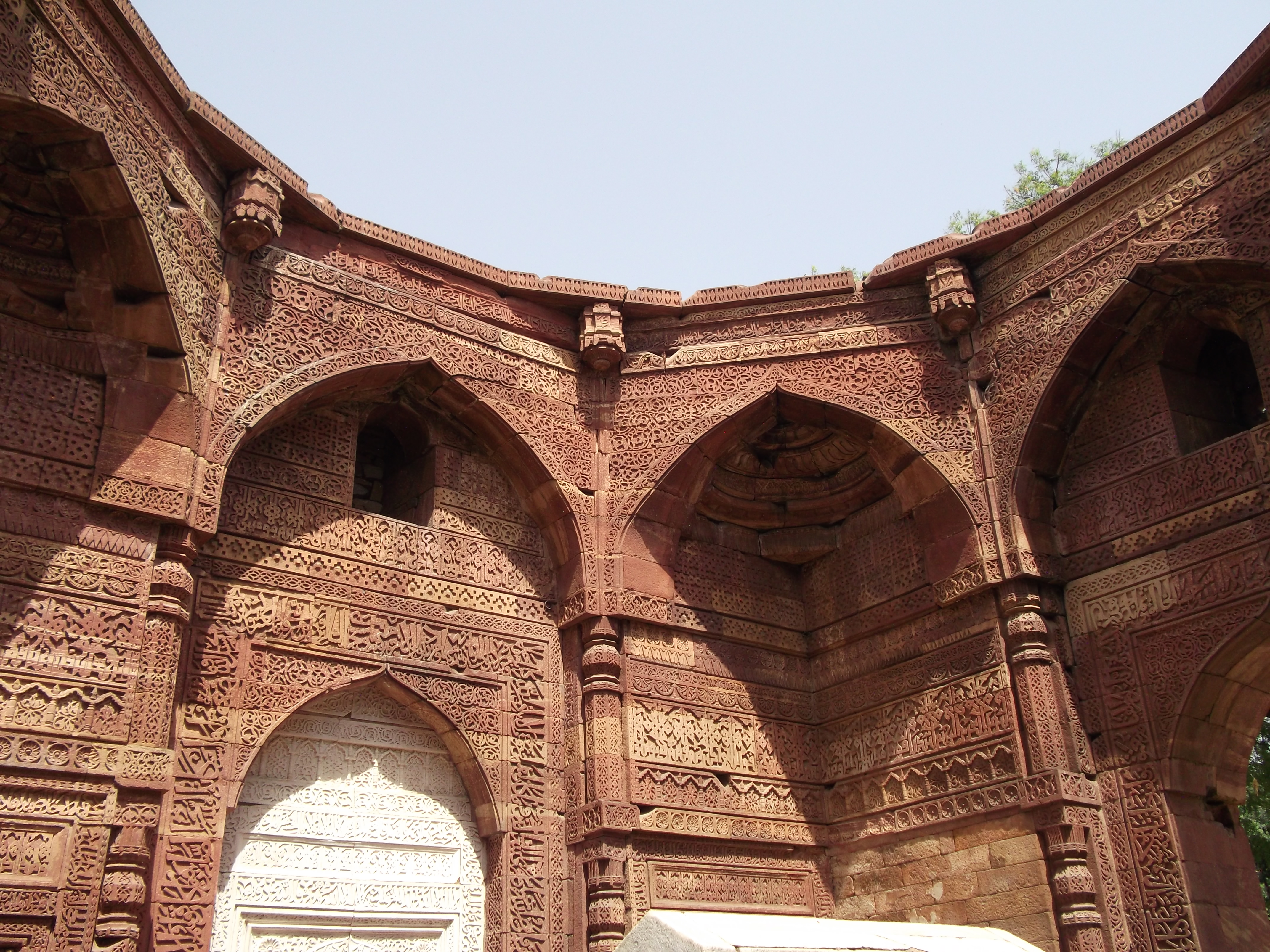
قبر التتمش
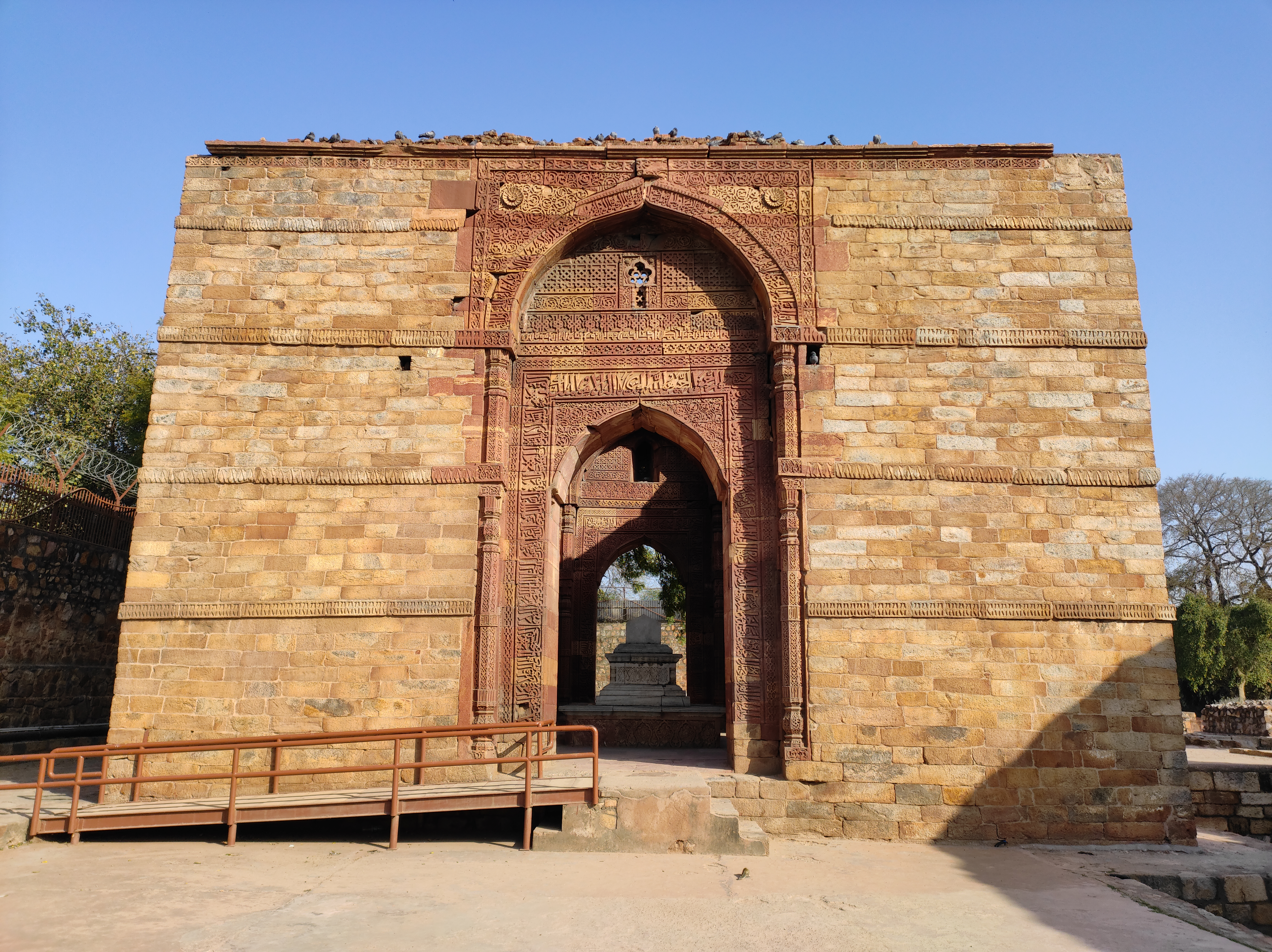
قبر التتمش
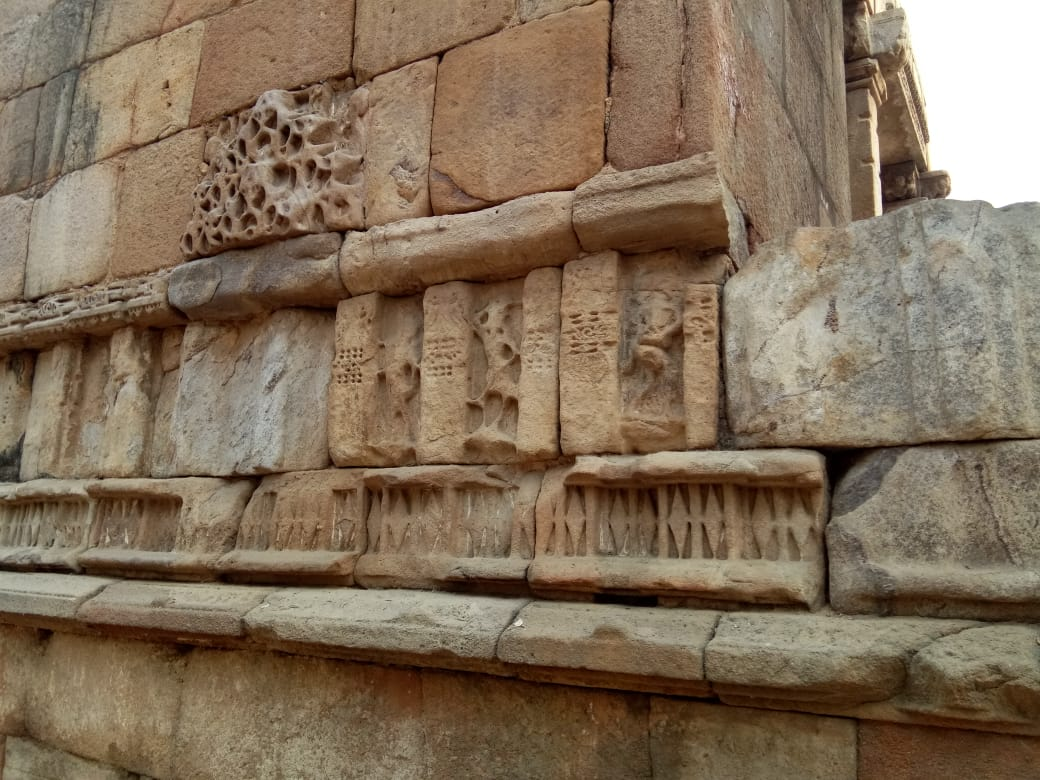
أطلال معبد هندوسي في قطب منار
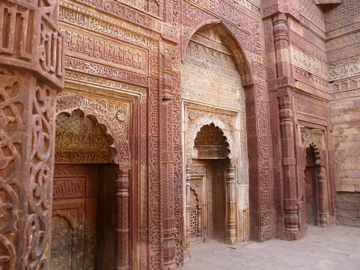
الجزء الداخلي من قبر التتمش
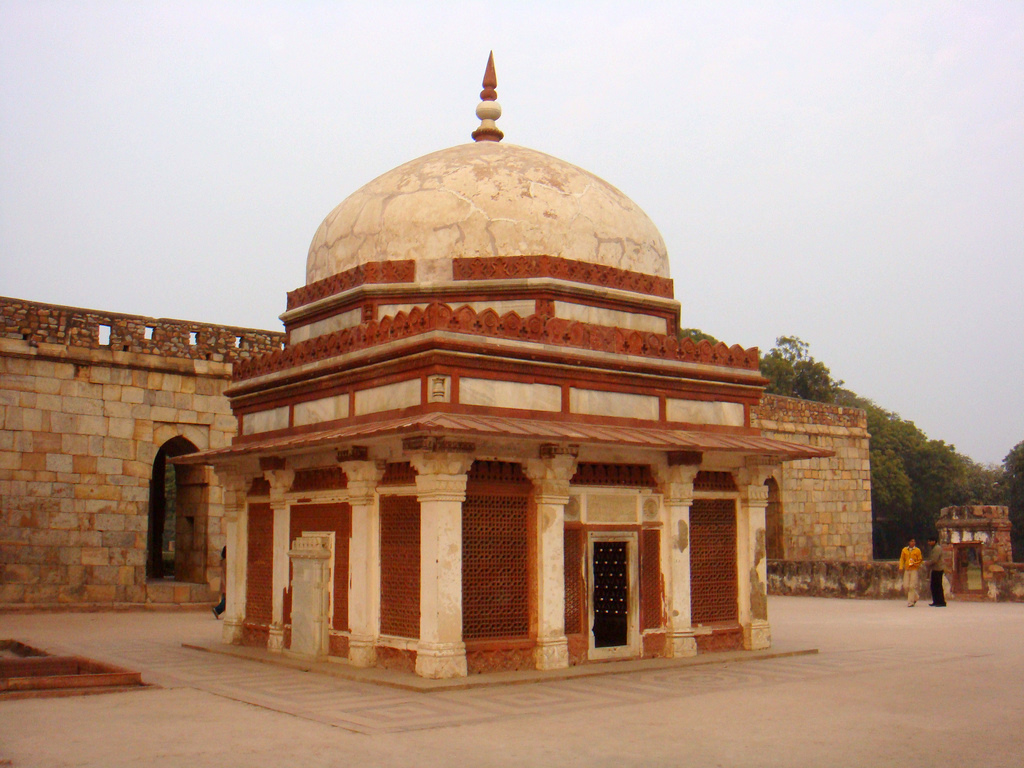
قبر الإمام زمين، مجمع قطب منار
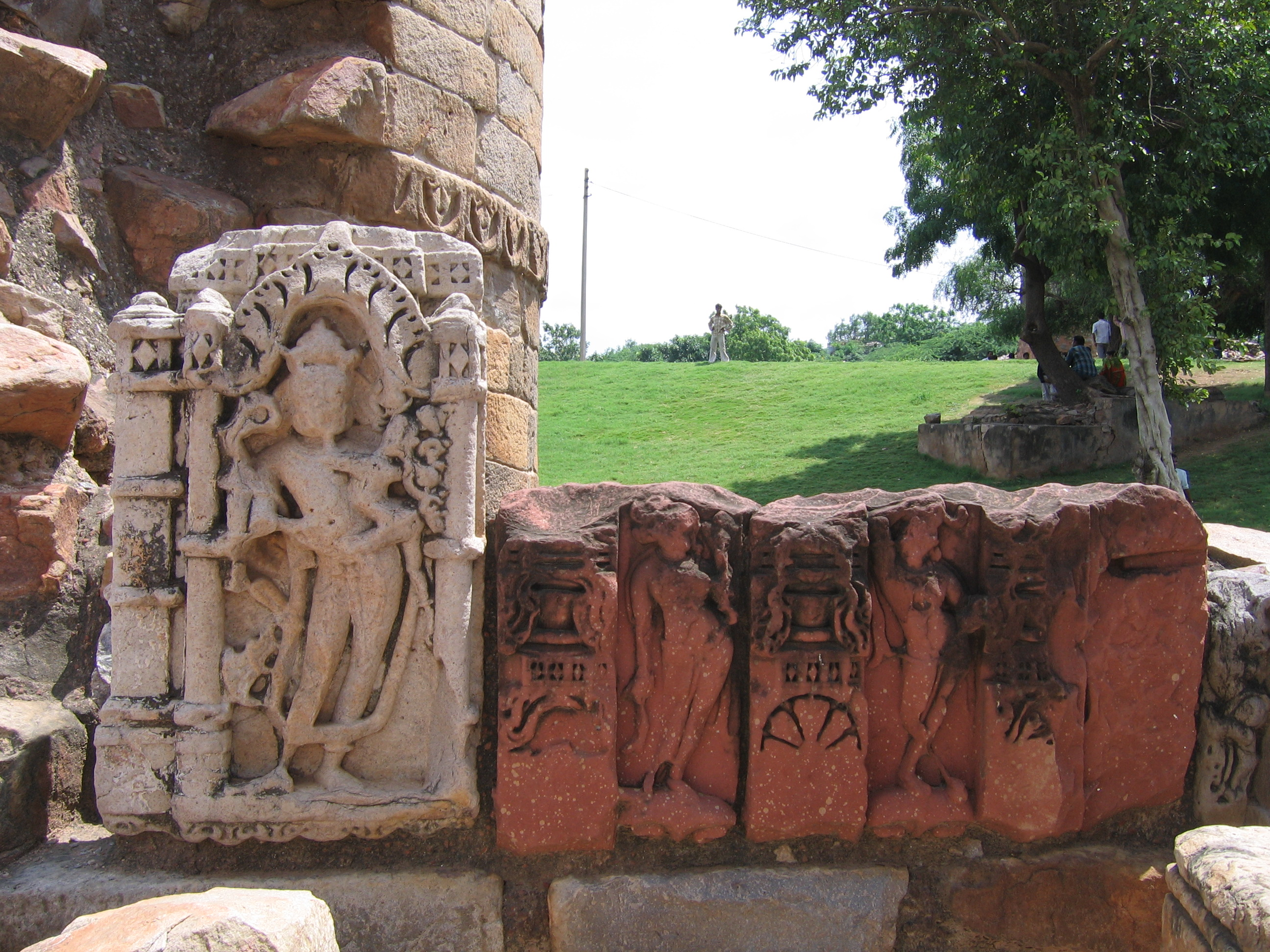
تماثيل من المعابد الهندوسية المدمرة
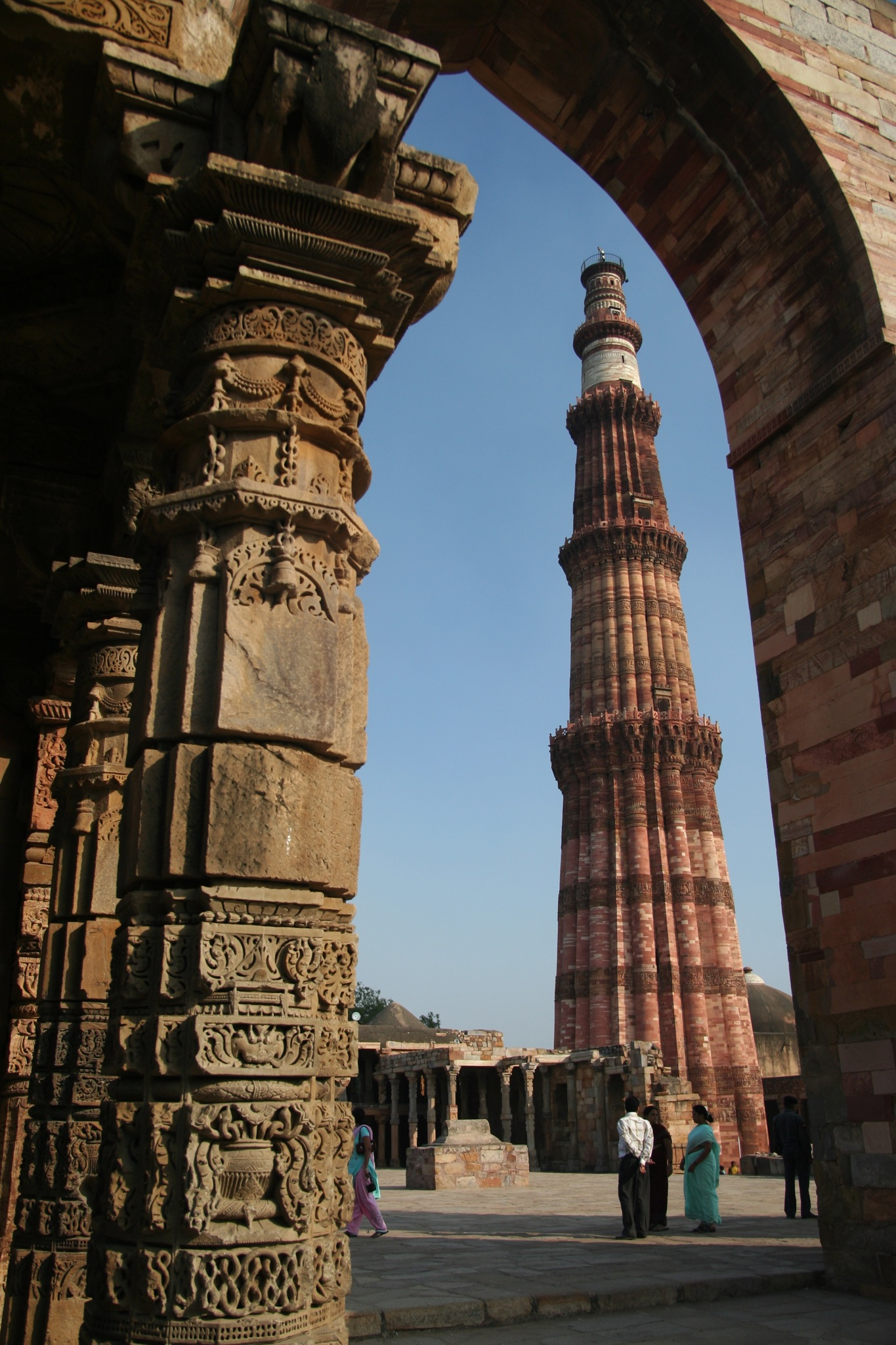
منظر لقطب منار
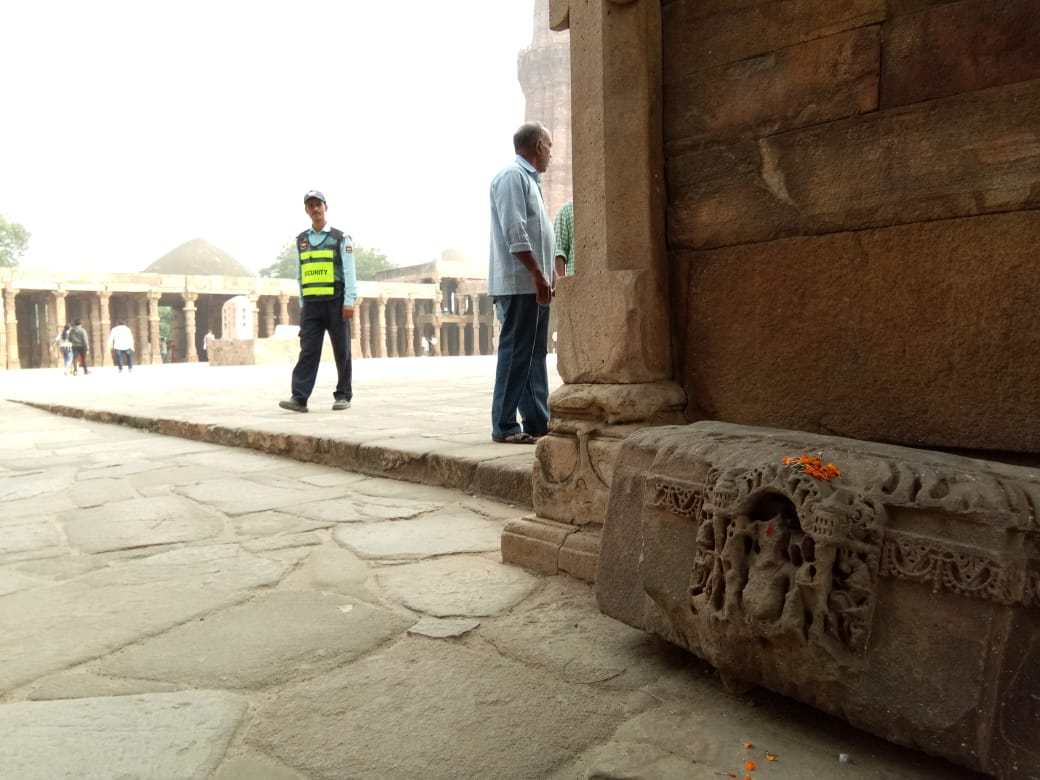
تمثال غانيشا في قطب منار
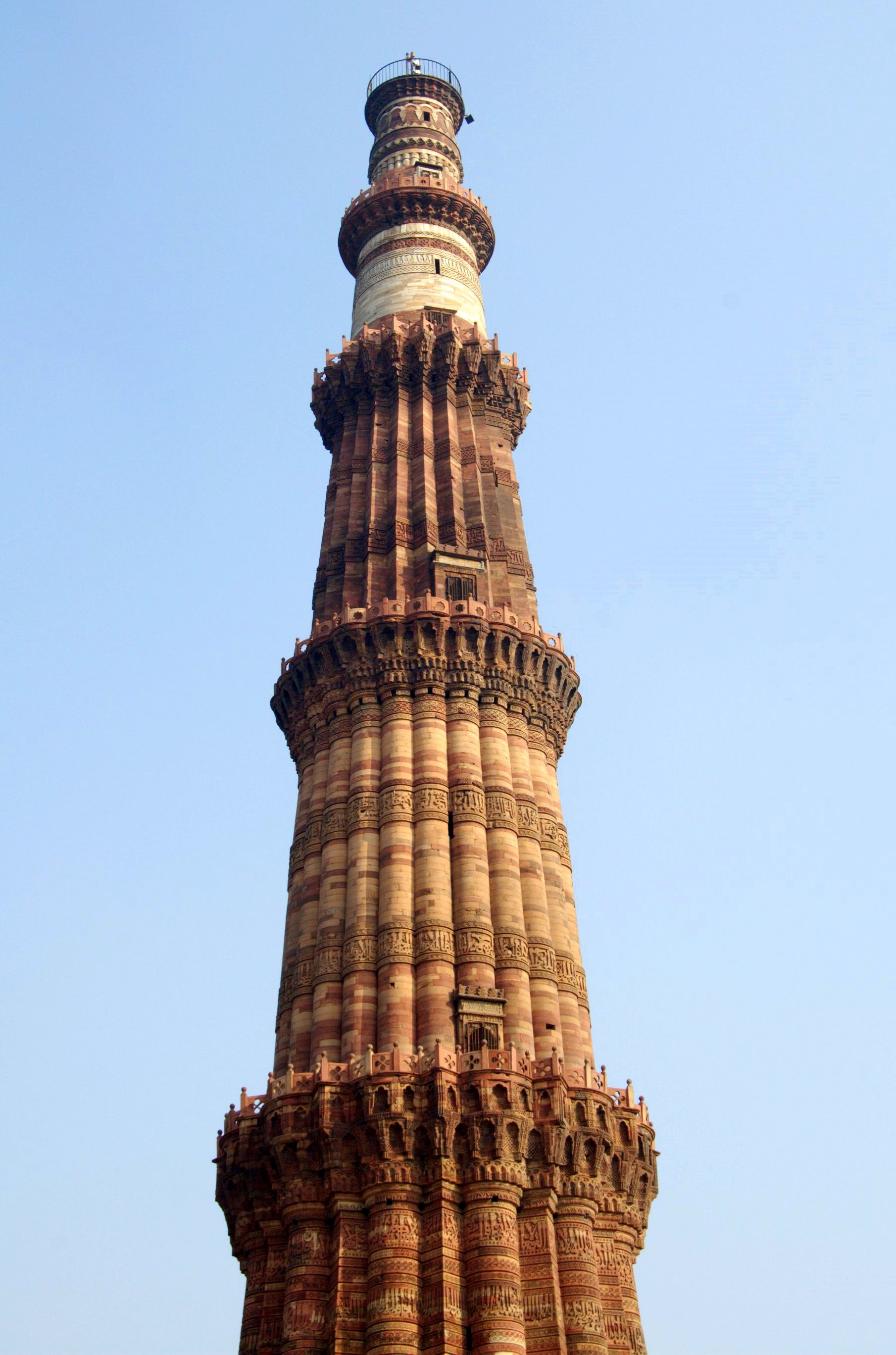
الطوابق العلوية من قطب منار، مصنوعة من الرخام الأبيض والحجر الرملي
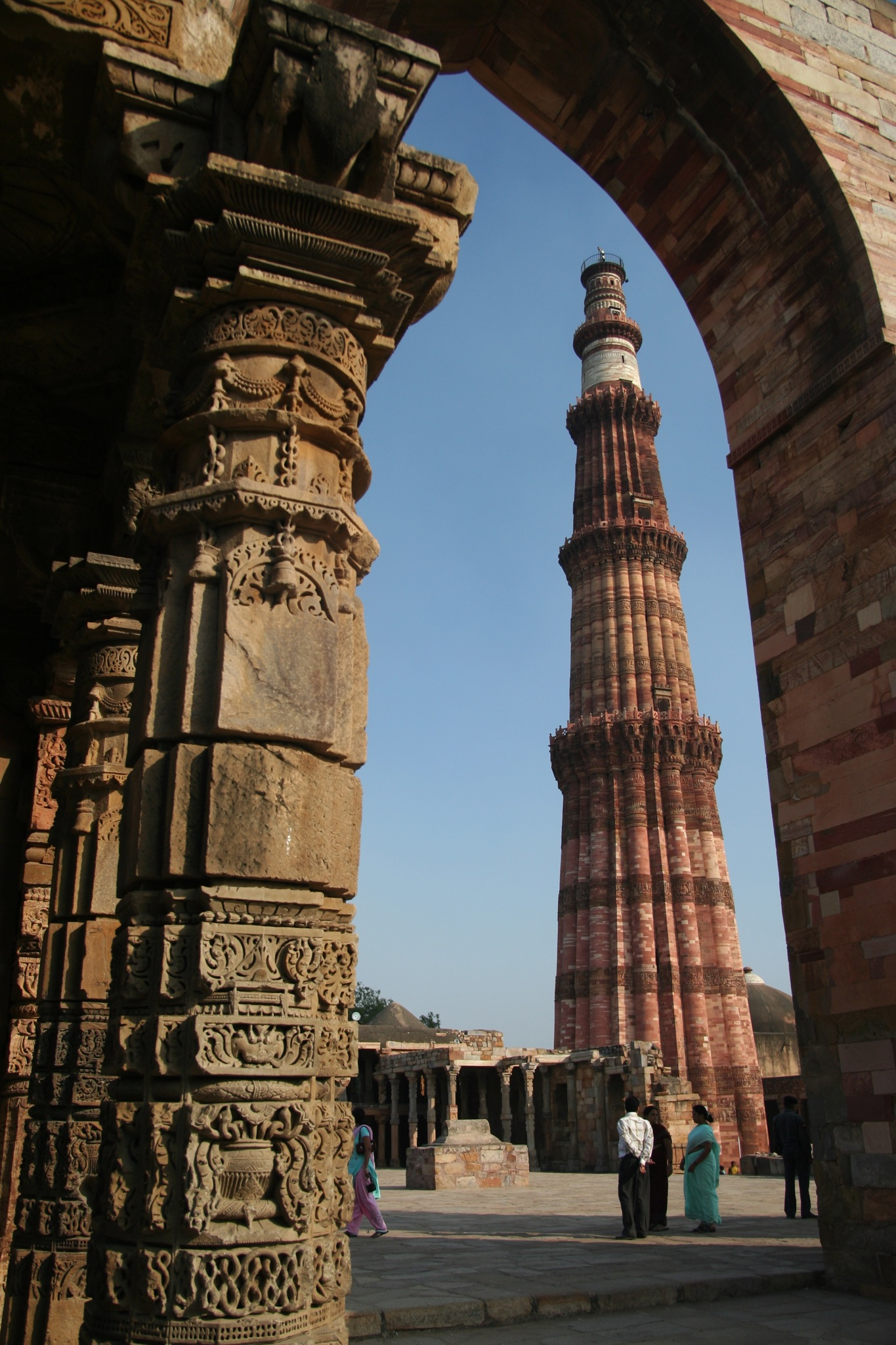
منظر آخر لقطب منار، مع عمود معبد هندوسي أعيد استخدامه
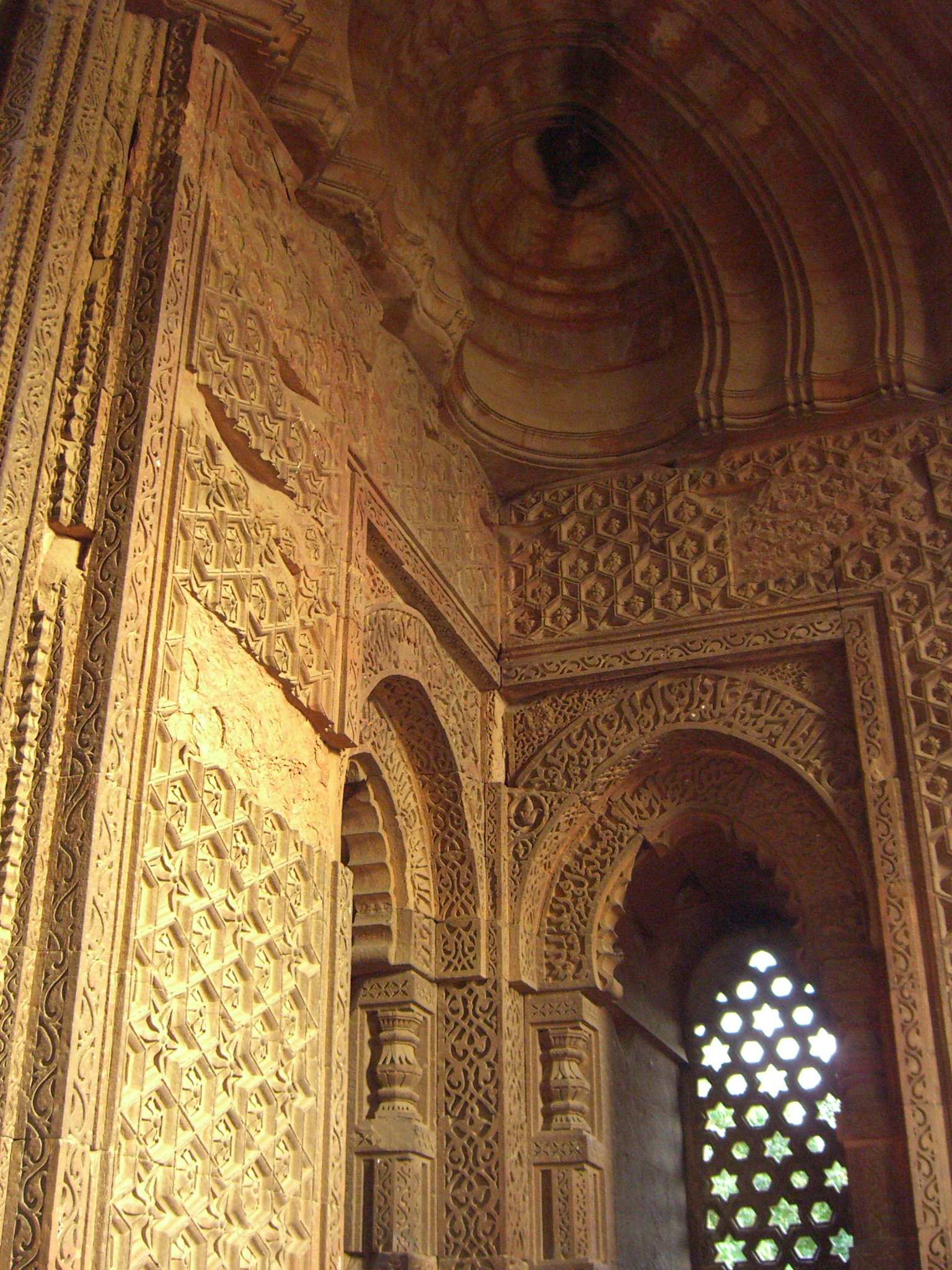
الجزء الداخلي من علاء دروزة، يشبه الزخارف الخشبية، مجمع قطب
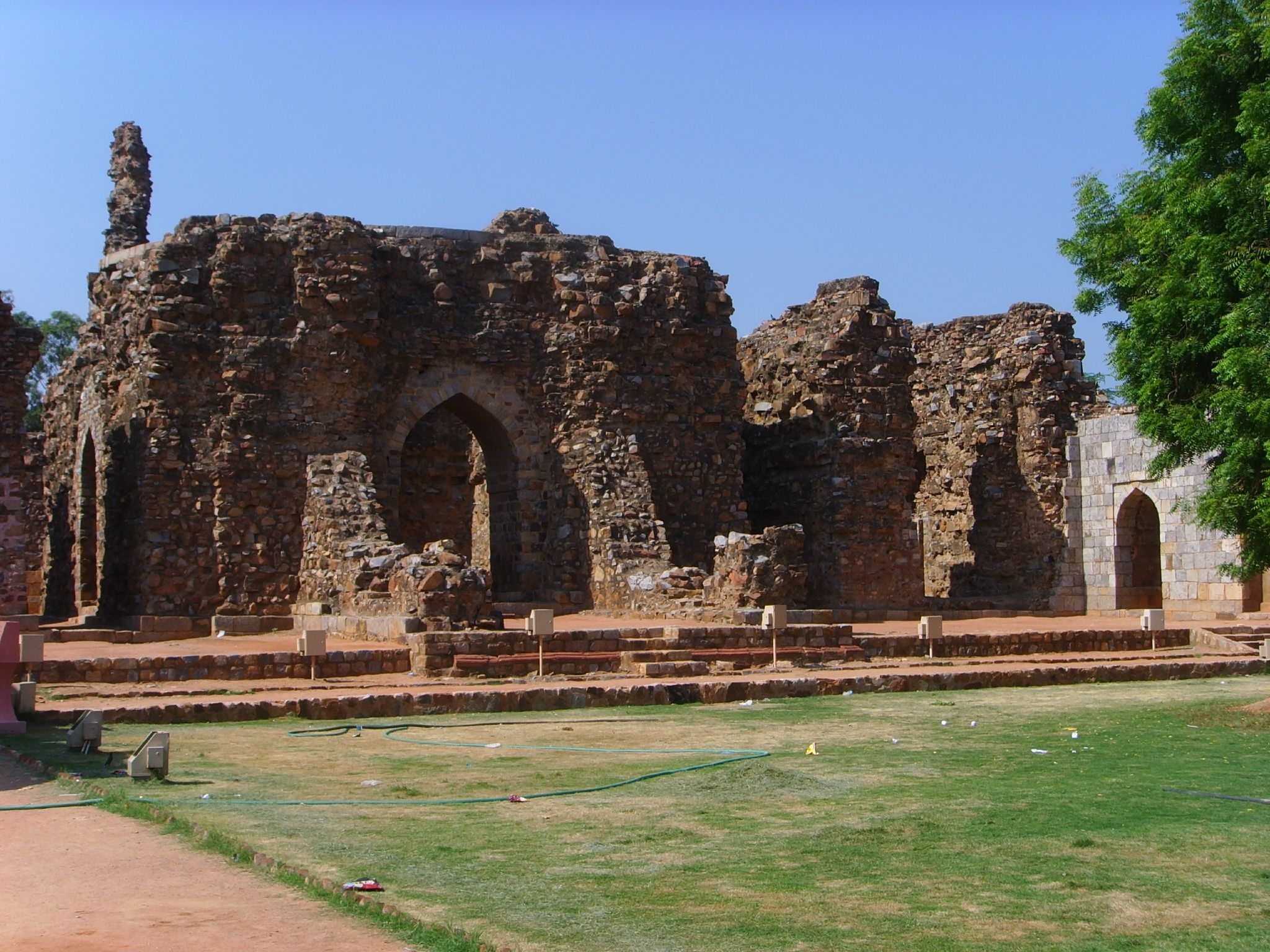
قبر علاء الدين الخلجي ، مجمع قطب منار
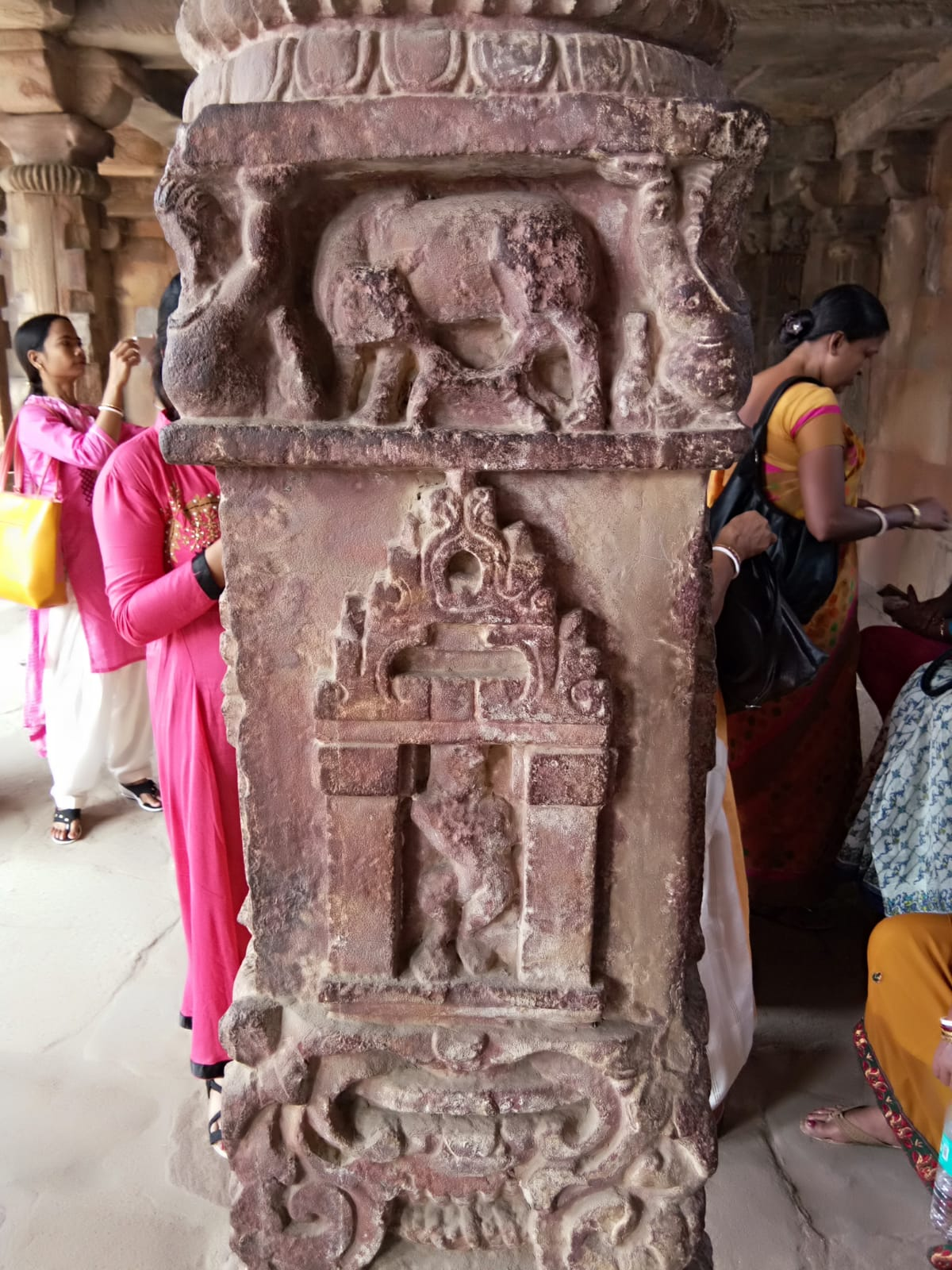
تمثال بقرة مع عجلها بينما طبقة أخرى شوهت تمثال كريشنا
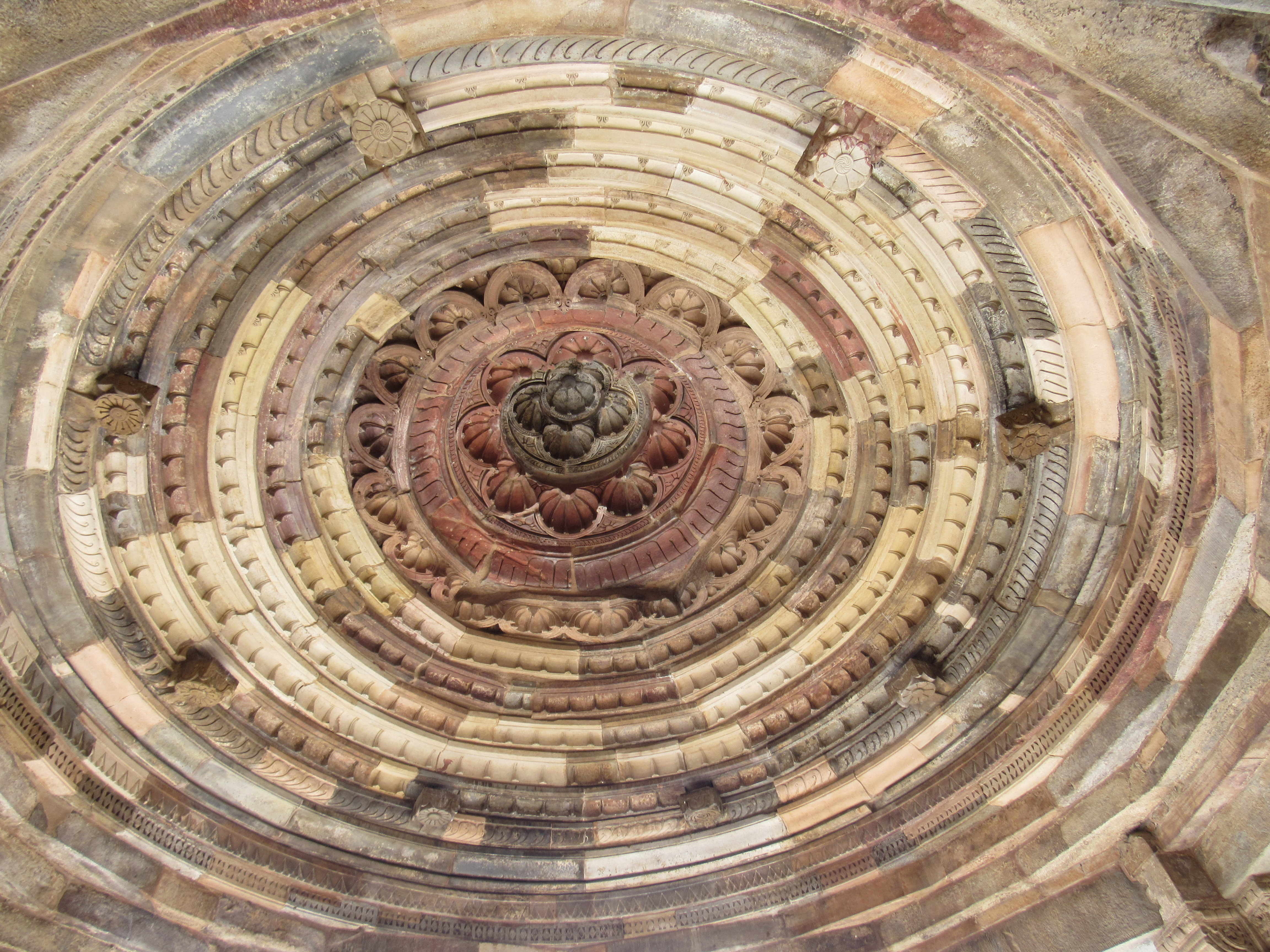
القبة الداخلية
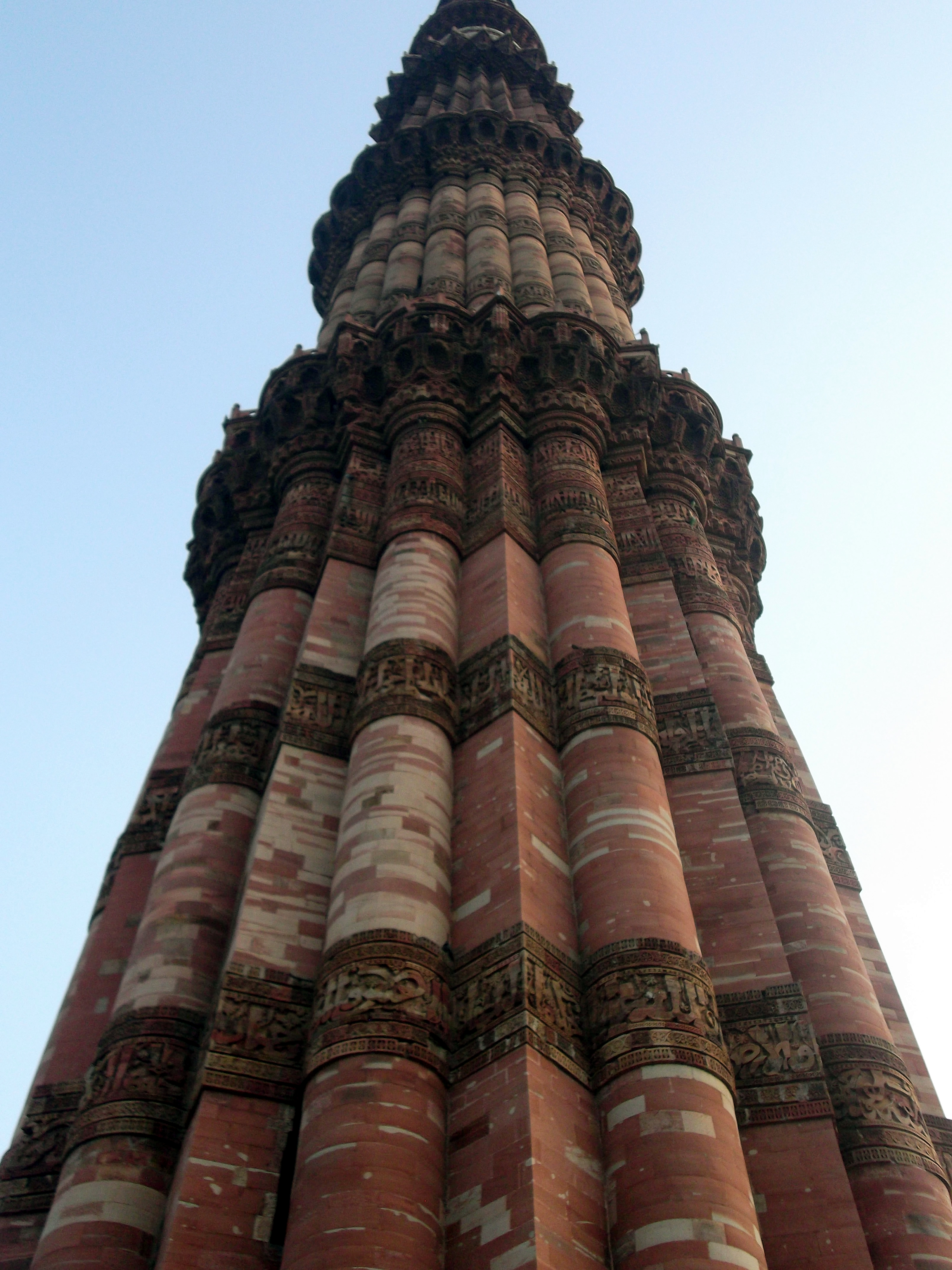
قطب منار، ينظر إلى أعلى من قدميه
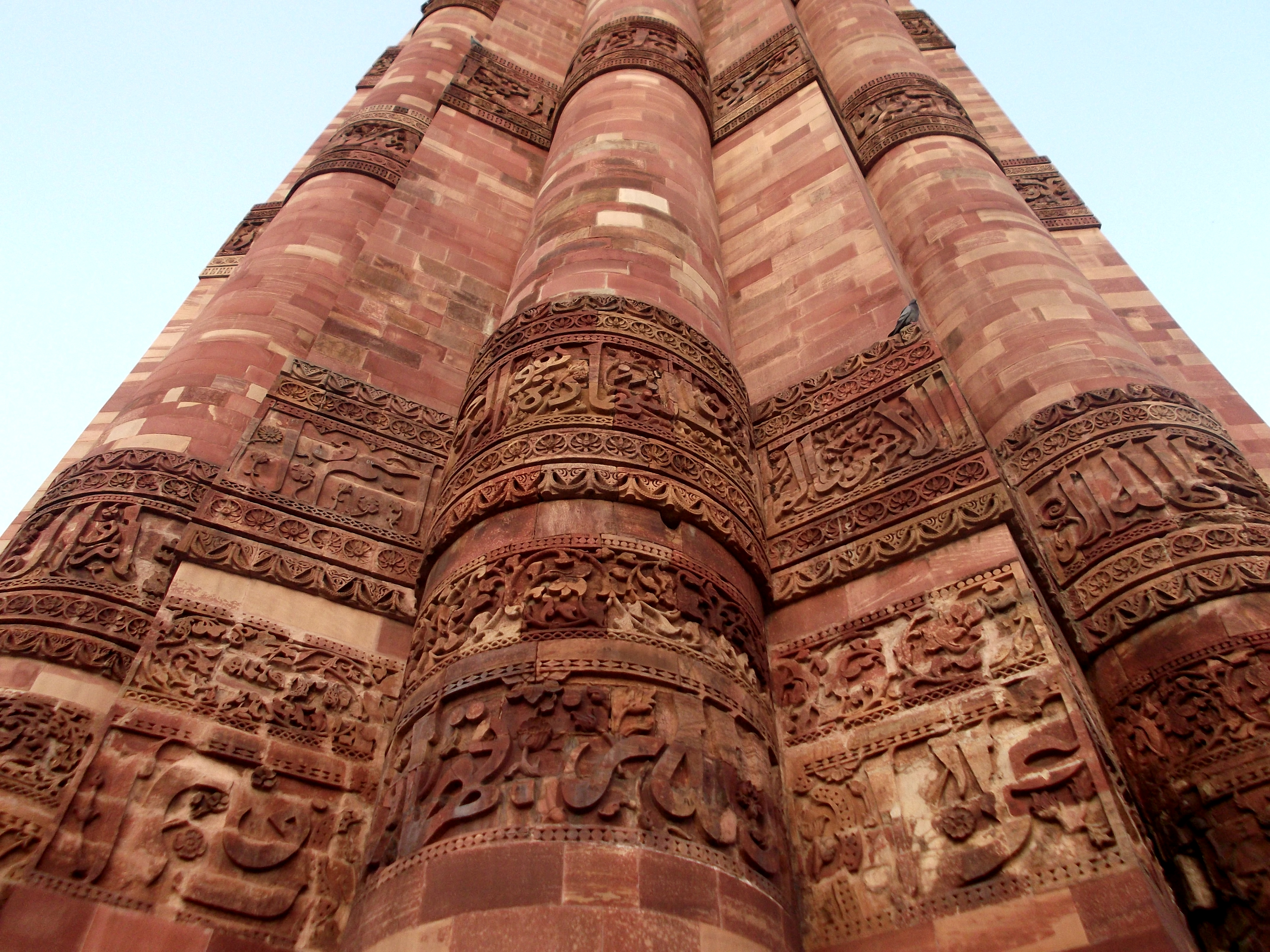
آيات قرآنية مكتوبة على الواجهة الخارجية لقطب منار
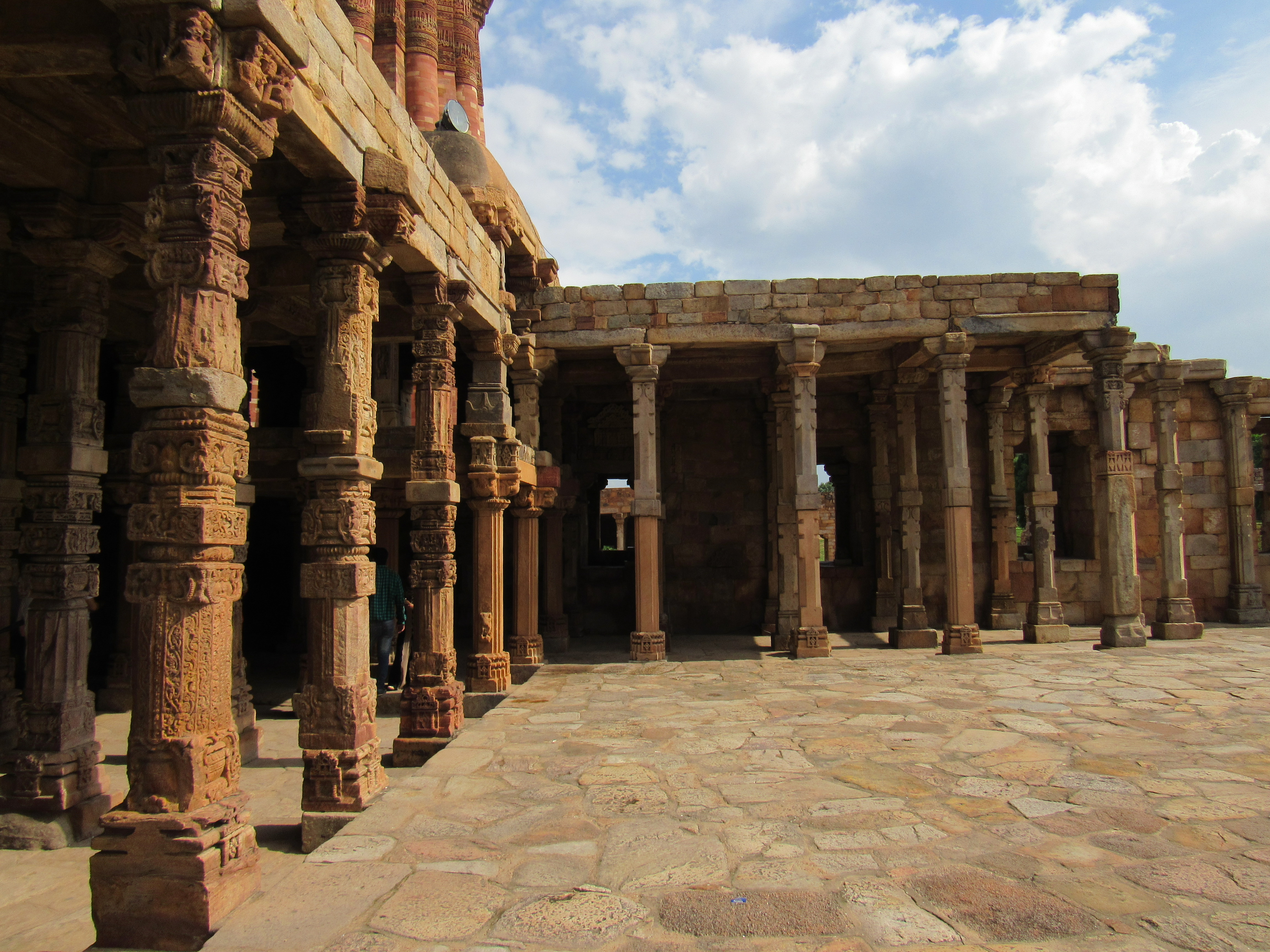
عمارة مجمع قطب
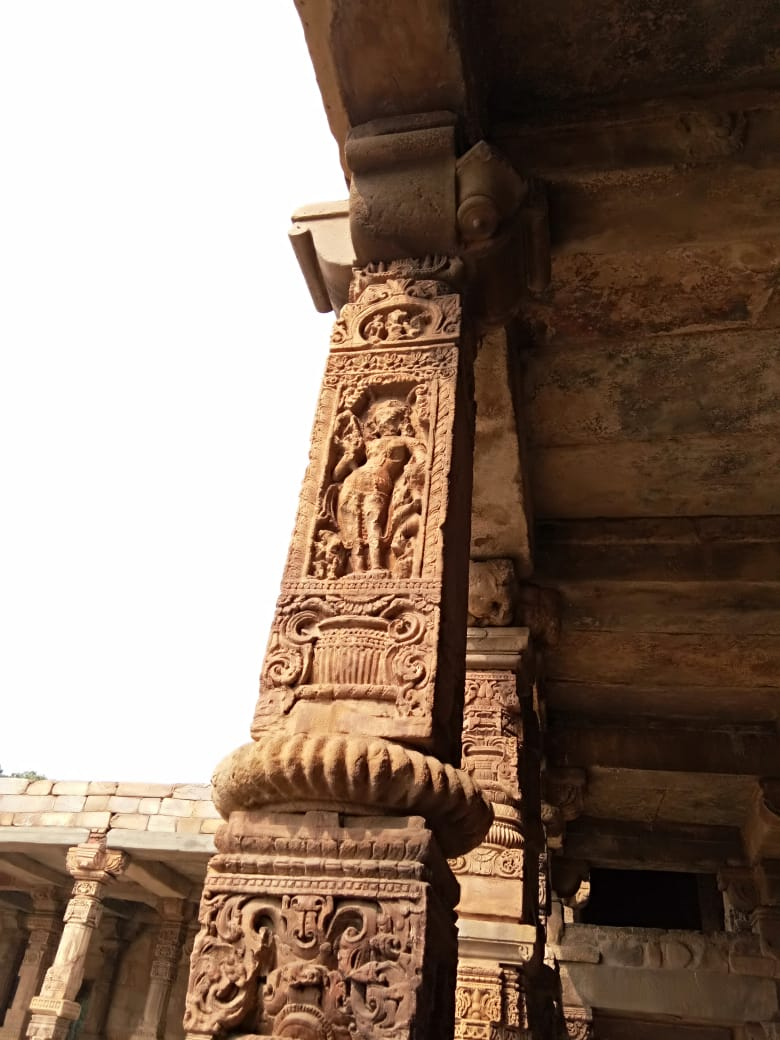
أطلال قديمة لمعبد هندوسي، مع تمثال لراقصة داخل مسجد قوة الإسلام
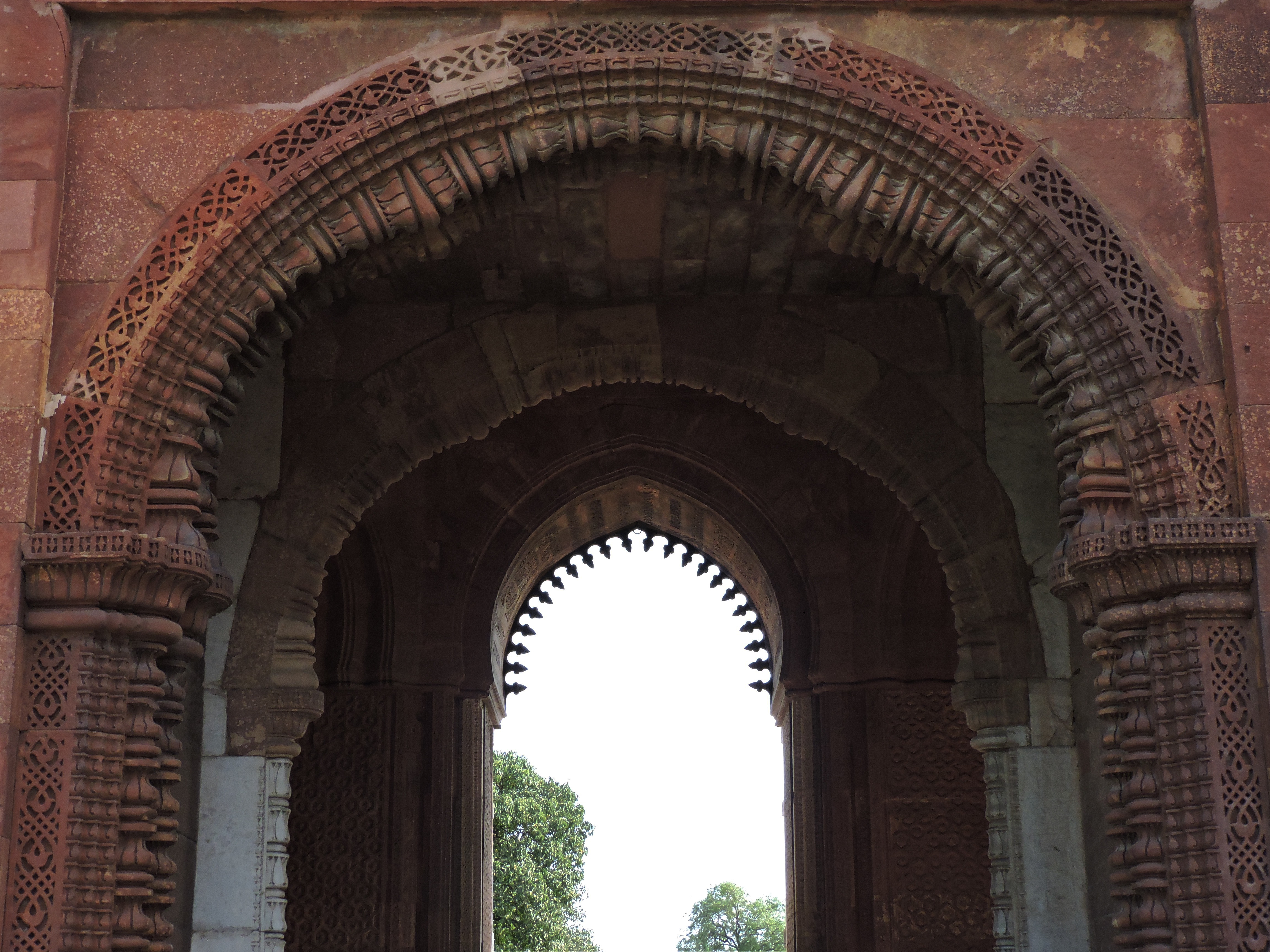
منحوتات قوس علاء دروزة
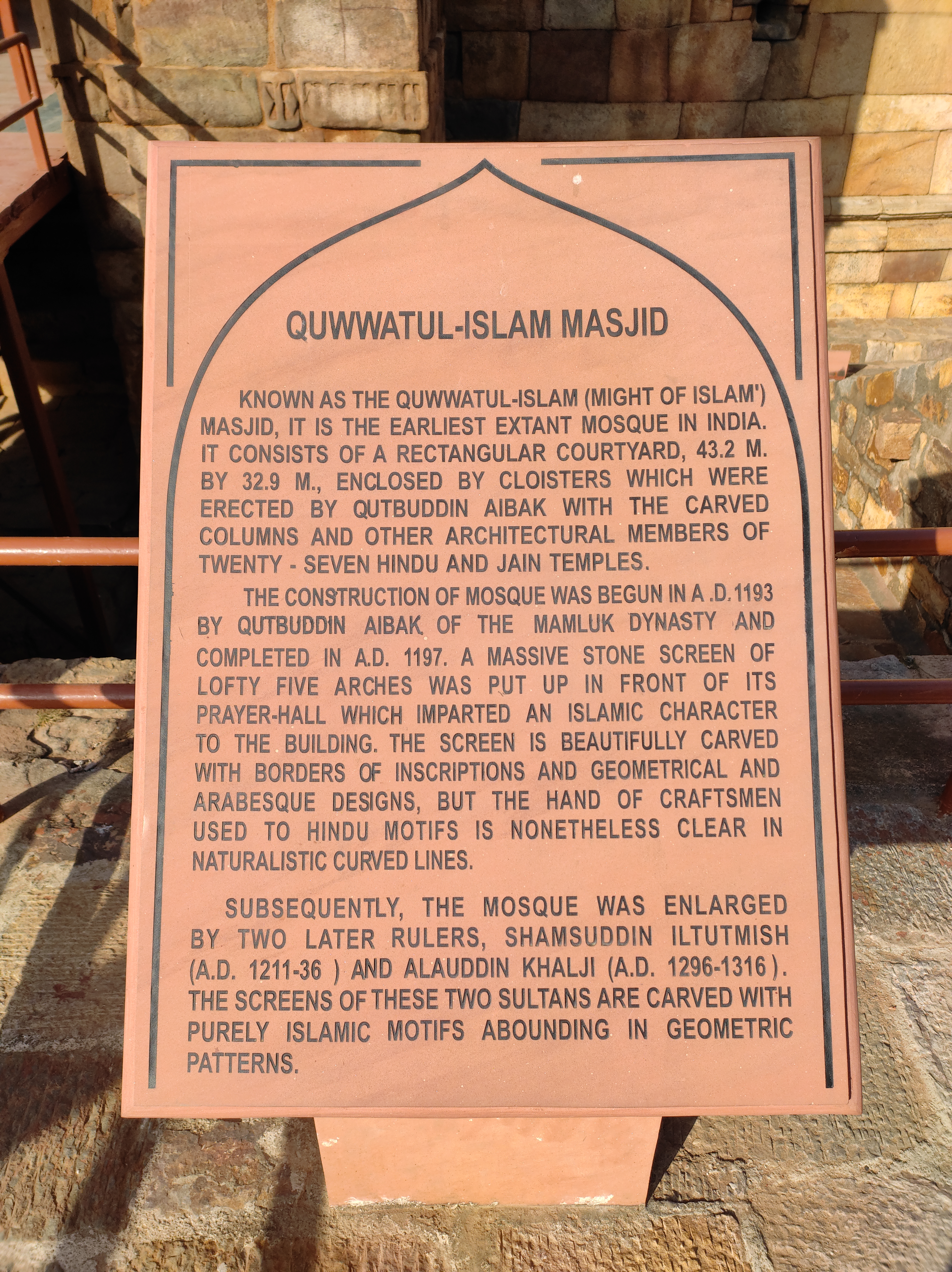
لوحة عند المدخل تقدم للزوار خلفية لمسجد قوة الإسلام
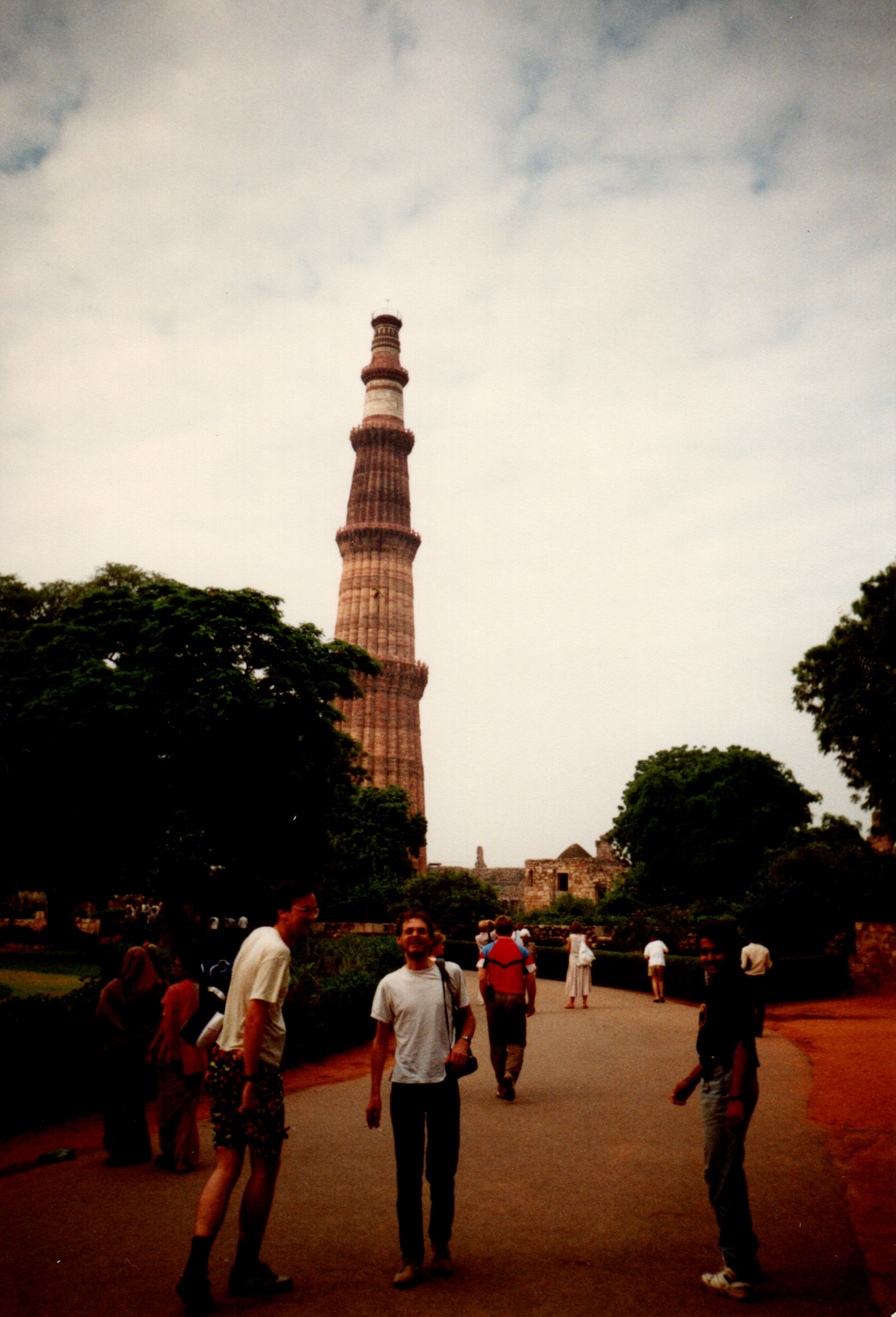
منظر مسار قطب منار

## طالع أيضًا
- الإسلام في الهند
- قائمة المساجد في الهند
- منتزه مهراولي الأثري[الإنجليزية]

### الاستشهادات
1. ↑  Chandra، Satish (2003). History of architecture and ancient building materials in India. Tech Books International. ص. 107. ISBN:8188305030..
2. ↑  Patel، A (2004). "Toward Alternative Receptions of Ghurid Architecture in North India (Late Twelfth-Early Thirteenth Century CE)". Archives of Asian Art. ج. 54: 59. DOI:10.1484/aaa.2004.0004.
3. ↑  Javeed، Tabassum (2008). World Heritage Monuments and Related Edifices in India. Algora Publishing. ISBN:978-0-87586-482-2. مؤرشف من الأصل في 2024-05-20. اطلع عليه بتاريخ 2009-05-26.
4. 1 2  Qutub Minar؛ Qutub Minar Government of India website. نسخة محفوظة 2011-12-18 على موقع واي باك مشين.
5. ↑  Ali Javid؛ ʻAlī Jāvīd؛ Tabassum Javed (2008). World Heritage Monuments and Related Edifices in India. Algora. ص. 14, 263. ISBN:9780875864846. مؤرشف من الأصل في 2025-01-24. اطلع عليه بتاريخ 2009-05-26.
6. ↑  Epigraphia Indo Moslemica, 1911–12, p. 13.
7. ↑  "Discover new treasures around Qutab". الصحيفة الهندوسية. 28 مارس 2006. مؤرشف من الأصل في 2007-08-10. اطلع عليه بتاريخ 2009-08-14..
8. ↑  "Another wonder revealed: Qutub Minar draws most tourists, Taj a distant second". إكسبرس الهندية. 25 يوليو 2007. مؤرشف من الأصل في 2013-06-01. اطلع عليه بتاريخ 2009-08-13.
9. ↑  Qutab Minar & Adjoining Monuments (بالإنجليزية). Archaeological Survey of India. 2002. p. 34. ISBN:9788187780076. Archived from the original on 2025-01-24.